# Албанське королівство
Албанське королівство (алб. Mbretnija Shqiptare, Mbretëria Shqiptare) — конституційна монархія в Албанії в 1928—1939 роках. Протягом цього періоду Албанія була de facto протекторатом Королівства Італія Албанію було проголошено монархією на Установчих зборах, і Ахмета Зогу було короновано. Королівство забезпечило стабільність і порядок в Албанії, яка здобула незалежність від Османської імперії 28 листопада 1912 року. Королівство мало підтримку фашистського режиму в Італії, дві країни мали тісні дипломатичні відносини до раптового вторгнення Італії в 1939 році.

## Королівство Зогу
У 1928 році, Зогу домігся згоди парламенту на власний розпуск. Нові Установчі збори внесли поправки до Конституції, перетворили Албанію на королівство, а Зогу на Зогу I, короля Албанії. Міжнародне визнання відбулося відразу, але багато албанців розглядали зароджуючу династію своєї країни, як трагічний фарс. Нова конституція скасовувала албанський сенат, створюючи однопалатну Асамблею, король Зогу зберіг диктаторські повноваження, якими він користувався на посаді президента.
Незабаром після своєї коронації, Зогу розірвав шлюб з дочкою Шефкет Верладжі, і Верладжі скасував свою підтримку короля і почав змови проти нього. Зогу надбав велику кількість ворогів протягом багатьох років, албанська традиція кровної помсти вимагала від них, вбити його. Зогу оточив себе охоронцями й рідко з'являвся на публіці. Прихильники короля роззброїли всі племена в Албанії, за винятком його одноплемінників Маті, та їхніх союзників — Дібра.
Зогу швидко висловив невдоволення пануванням Італії в Албанії. Зогу відмовився від італійських військових радників. Натомість запросив британських офіцерів у жандармерію, незважаючи на сильний італійський тиск, щоб видалити їх. У 1931 році Зогу відкрито пішов на конфронтацію з Італією, відмовившись пролонгувати Перший Тиранський договір 1926 року.
У 1932 і 1933 роках, Албанія не могла виплати відсотки за своїми кредитами Товариству Економічного Розвитку Албанії. У відповідь, Рим зажадав, підпорядкувати Риму жандармерію; приєднатися до Італійського митного союзу; гарантувати Італії контроль над продажем цукру в країні, телеграфні та електричні монополії; викладати італійську мову в усіх албанських школах, визнати права італійських колоністів. Зогу відмовився. Замість цього, він наказав скоротити бюджет на 30 відсотків, звільнити італійських військових радників, а також націоналізувати італійські католицькі школи в північній частині країни.
До червня 1934 року, Албанія підписали торговельні угоди з Югославією і Грецією, і Муссоліні припинив всі платежі до Тирани. Італійська спроба залякати албанців, відправивши флот військових кораблів до Албанії не вдалася, оскільки албанці дозволили військовикам виходити на суходіл тільки беззбройними. Муссоліні потім спробував підкупити албанців. У 1935 р. він представив албанському уряду 3 млн золотих франків як подарунок.

## Італійська окупація
Беніто Муссоліні, намагаючись слідом за розширенням Німеччини (аншлюс Першої Австрійської Республіки й анексія Першої Чехословацької Республіки) створити власну імперію, ухвалив рішення про приєднання Албанського королівства. Проте король Італії Віктор Еммануїл III критикував план окупації Албанії як непотрібний ризик.
25 березня 1939 Рим висунув Тирані ультиматум, вимагаючи капітуляції Албанії. Зогу відмовився прийняти гроші в обмін на повну анексію Албанії, а 7 квітня 1939 року війська Муссоліні вторглися в Албанію. Попри деякий запеклий опір, особливо в Дурресі, італійці розправилися з албанцями.
Не бажаючи стати італійською маріонеткою, король Ахмет Зогу, королева-консорт Джеральдіна Аппоньї разом зі своїм новонародженим сином, кронпринцом Лекою, втекли в Грецію, а потім переїхали в Лондон. 12 квітня албанський парламент проголосував за об'єднання Албанії з Італією. Віктор Еммануїл III прийняв албанську корону, а італійці створили фашистський уряд на чолі з Шефкетом Верладжі. Незабаром військові та дипломатичні служби Албанії було об'єднано з аналогічними італійськими.